# Chiesa di San Pietro Apostolo (San Pietro di Cadore)
La chiesa di San Pietro Apostolo è la parrocchiale di San Pietro di Cadore, in provincia di Belluno e diocesi di Belluno-Feltre; fa parte della convergenza foraniale di Ampezzo-Cadore-Comelico.

## Storia
Già nel XIII secolo a San Pietro di Cadore risultava esistente una cappella in stile gotico, attorno alla quale v'era il camposanto; nel 1386 alla Regola venne concesso il privilegio di nominare il cappellano, che poteva amministrare i Sacramenti, mentre la chiesa fu interessata da un rifacimento tra i secoli XIV e XV.
Le due navate laterali vennero costruite nel XVIII secolo in sostituzione dei porticati che prima sorgevano ai fianchi della chiesa; nel 1857 la cappellania di San Pietro di Cadore fu elevata a parrocchia autonoma, affrancandosi dalla pieve di Santo Stefano.
L'edificio venne restaurato nel 1817, mentre poi la facciata fu rimodellata nel 1929; quest'ultima venne modificata nel 2002, allorché le due lapidi commemoranti i Caduti furono spostate sul monumento dedicato agli Alpini.

## Descrizione

### Esterno
La facciata a salienti della chiesa, rivolta a ponente, è suddivisa da una cornice marcapiano in due registri, l'inferiore dei quali presenta i tre portali d'ingresso architravati, mentre quello superiore è caratterizzato dal rosone centrale; sotto le linee di gronda vi sono delle cornici abbellite da archetti pensili.
Annesso alla parrocchiale è il campanile seicentesco a base quadrata, la cui cella presenta una bifora per lato ed è coronata dalla cupola a cipolla poggiante sul tamburo ottagonale. 

### Interno
L'interno dell'edificio si compone di tre navate; al termine dell'aula si sviluppa il presbiterio, a sua volta chiuso dall'abside, la cui parete esterna è caratterizzata da contrafforti.
Qui sono conservate serate diverse opere di pregio, tra le quali l'altare di Santa Lucia in stile settecentesco, attribuibile a qualche bottega locale, la pala raffigurante Santa Lucia affiancata dei Santi Osvaldo e Pietro e l'organo, costruito dalla ditta Tamburini.